# SingStar Miliki
SingStar Miliki es un juego de karaoke del sistema PlayStation 2 publicado por Sony Computer Entertainment Europe y desarrollado por SCEE y London Studio. Esta es la 22ª entrega en la saga SingStar para PlayStation 2 y la 4ª versión exclusiva que se lanza para España y dedicada a un solo grupo.
SingStar Miliki como el juego original, es distribuido tanto solo el juego (Disco DVD), o el juego y un par de micrófonos acompañado - uno rojo y otro azul-. SingStar es compatible con la cámara PlayStation Eye que sirve para visualizar a los jugadores en la pantalla mientras cantan.

## Listas de canciones

### Lista Española
| Artista         | Canción                                           |
| --------------- | ------------------------------------------------- |
| SingStar Miliki |                                                   |
| Miliki          | "¿Cómo están ustedes?"                            |
| Miliki          | "Chinito de Amor"                                 |
| Miliki          | "Dale Ramón (Con la colaboración de Siempre Así)" |
| Miliki          | "Diez Raperos (La Tabla del 10)"                  |
| Miliki          | "El Barquito de Cáscara de Núez"                  |
| Miliki          | "El Vals del Ocho (La Tabla del 8)"               |
| Miliki          | "Feliz En Tu Día"                                 |
| Miliki          | "Había Una Vez Un Circo"                          |
| Miliki          | "Hola Don Pepito"                                 |
| Miliki          | "La Gallina Turuleca"                             |
| Miliki          | "La Rumba del Nueve (La Tabla del 9)"             |
| Miliki          | "La Tabla del 2"                                  |
| Miliki          | "La Tabla del 4"                                  |
| Miliki          | "La Tabla del 3"                                  |
| Miliki          | "La Tabla del 1"                                  |
| Miliki          | "La Tabla Fabulosa del 5 (La Tabla del 5)"        |
| Miliki          | "Los Días de la Semana"                           |
| Miliki          | "Mi Barba Tiene Tres Pelos"                       |
| Miliki          | "Navidad Con Paz"                                 |
| Miliki          | "Pepe Trae La Escoba"                             |
| Miliki          | "Poromponpóm Manuela"                             |
| Miliki          | "Rocktiplica el 6 (La Tabla del 6)"               |
| Miliki          | "El Vals del Ocho (La Tabla del 8)"               |
| Miliki          | "Siete (La Tabla del 7)"                          |
| Miliki          | "Susanita"                                        |